# Kármintorkú gyurgyalag
A kármintorkú gyurgyalag (Merops nubicoides) a madarak (Aves) osztályának a szalakótaalakúak (Coraciiformes) rendjéhez, ezen belül a gyurgyalagfélék (Meropidae) családjához tartozó faj.

## Rendszerezése
A fajt Marc Athanese Parfait Oeillet Des Murs és Jacques Pucheran írták le 1846-ban. Egyes rendszerbesorolások szerint a kármin gyurgyalag (Merops nubicus) alfaja (angol nevükön a két alfaj: Merops nubicus nubicus – északi kármin gy. / Merops nubicus nubicoides déli kármin gy.).

## Előfordulása
Angola, Botswana, Burundi, a Kongói Demokratikus Köztársaság, Kenya, Malawi, Mozambik, Namíbia, Ruanda, a Dél-afrikai Köztársaság, Szváziföld, Tanzánia, Zambia és Zimbabwe területén honos.
Természetes élőhelyei a szubtrópusi és trópusi mangroveerdők, szavannák, cserjések, édesvízi tavak, folyók és patakok környékén, valamint szántóföldek és legelők.

## Megjelenése
Testhossza 24–27 centiméter, testtömege 44,5–66 gramm.
|  |

## Életmódja
Rovarokkal táplálkozik.

## Szaporodása
A fészekalja 2-5 tojásból áll.

## Természetvédelmi helyzete
Az elterjedési területe rendkívül nagy, ugyan egyedszáma csökkenő, de még nem éri el a kritikus szintet. A Természetvédelmi Világszövetség Vörös listáján nem fenyegetett fajként szerepel.